# Ungeschriebene Lehre

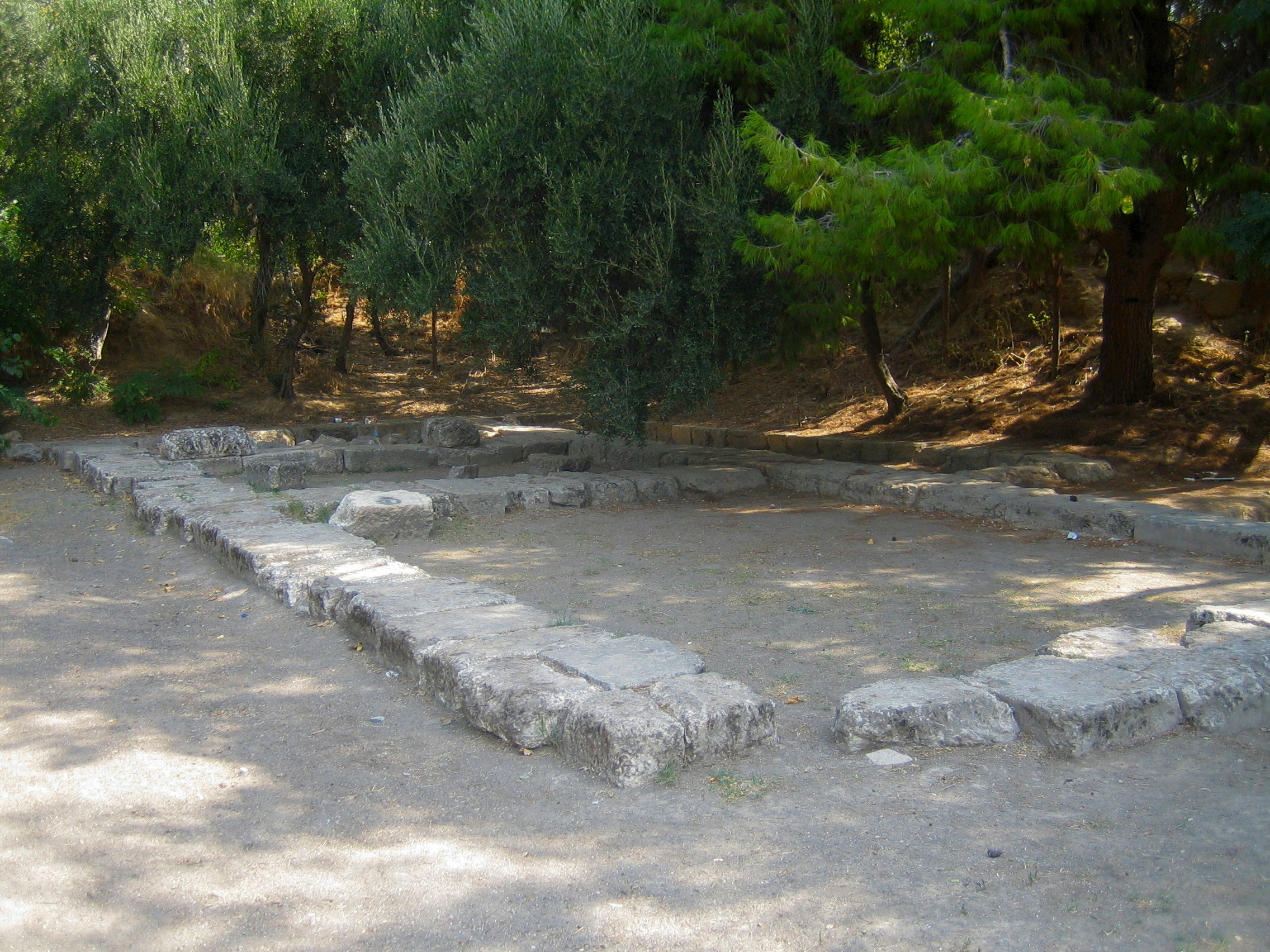
Die Ausgrabungsstätte der Platonischen Akademie, wo Platons Schüler über die Urprinzipien diskutierten

Als ungeschriebene Lehre bezeichnet man eine dem antiken Philosophen Platon (428/427–348/347 v. Chr.) zugeschriebene metaphysische Lehre. Sie wird in der neueren Forschung Prinzipienlehre genannt, denn sie handelt von zwei höchsten Prinzipien, auf die alles zurückgeführt wird. Die Bezeichnung „ungeschriebene Lehre“ bezieht sich auf die Annahme, dass Platon sein Konzept zwar mündlich dargelegt, aber nie schriftlich fixiert habe.
Die Glaubwürdigkeit der einschlägigen Quellen ist umstritten. Ihnen zufolge war Platon der Meinung, bestimmte Teile seiner Lehre seien nicht zur Veröffentlichung geeignet. Da diese Lehrinhalte nicht auf allgemeinverständliche Weise schriftlich dargelegt werden könnten, müsse ihre Verbreitung in schriftlich fixierter Form zu Missverständnissen führen. Daher soll sich Platon darauf beschränkt haben, die ungeschriebene Lehre in seiner Philosophenschule, der Akademie, fortgeschrittenen Schülern zu erläutern. Aus dem mündlichen Unterricht sollen die überlieferten Angaben über den Inhalt stammen.
Ab der Mitte des 20. Jahrhunderts haben Philosophiehistoriker den großangelegten Versuch unternommen, die Grundzüge der „ungeschriebenen Lehre“ systematisch zu rekonstruieren. Dieses Vorhaben einer Forschergruppe, die „Tübinger Platonschule“ genannt wird, hat bei vielen Altertumswissenschaftlern Anklang gefunden. Andererseits haben aber auch zahlreiche Forscher Vorbehalte geltend gemacht oder die Rekonstruktion insgesamt verworfen. Manche Kritiker halten die Quellengrundlage der Tübinger Rekonstruktion für unzureichend, andere bestreiten sogar die Existenz einer ungeschriebenen Lehre Platons oder bezweifeln zumindest ihren systematischen Charakter und betrachten sie als ein unausgearbeitetes Konzept. Die intensive und teilweise scharfe Auseinandersetzung zwischen Befürwortern und Gegnern des „Tübinger Platonbilds“ wird von beiden Seiten mit großem Nachdruck geführt und von den Befürwortern als Paradigmenwechsel in der Platonforschung eingestuft.

## Terminologie
Der Ausdruck „ungeschriebene Lehren“ (ἄγραφα δόγματα ágrapha dógmata) zur Bezeichnung von schulinternen Lehrinhalten Platons ist erstmals bei dessen Schüler Aristoteles bezeugt. In seiner Physik schreibt Aristoteles, Platon habe in seinem Dialog Timaios einen Begriff anders verwendet als „in den sogenannten ungeschriebenen Lehren“. Auf diesen antiken Ausdruck greifen die modernen Befürworter der Authentizität der Prinzipienlehre zurück. Aristoteles verwendet hier das Wort „sogenannt“ nicht ironisch, sondern wertneutral.
In der Forschungsliteratur ist auch von der „esoterischen Lehre“ Platons die Rede. Mit Esoterik im heute geläufigen Sinn des Wortes hat dies aber nichts zu tun, und es ist auch keine Geheimlehre gemeint. Der Begriff soll nur ausdrücken, dass die ungeschriebene Lehre für einen inneren Kreis von Philosophieschülern bestimmt war, die über die nötigen Vorkenntnisse verfügten und sich bereits mit der exoterischen Ideenlehre auseinandergesetzt hatten.
Die modernen Befürworter der Rekonstruierbarkeit der ungeschriebenen Lehre werden manchmal verkürzend und salopp als „Esoteriker“ bezeichnet, die Vertreter von skeptischen Gegenpositionen als „Anti-Esoteriker“. Da die Rekonstruktion in erster Linie von Forschern der Universität Tübingen unternommen und verteidigt wurde, spricht man von den „Tübingern“, der „Tübinger Schule“ oder – zur Unterscheidung von einer theologischen Tübinger Schule – von der „Tübinger Platonschule“. Das aus der Rekonstruktion resultierende neue Bild von Platons Metaphysik wird „Tübinger Paradigma“ genannt. Seit die Tübinger Platon-Interpretation in dem Mailänder Gelehrten Giovanni Reale einen engagierten Fürsprecher gefunden hat, ist auch von der „Tübinger und Mailänder Schule“ die Rede. Reale hat für die Prinzipienlehre die Bezeichnung „Protologie“ (Lehre vom Ersten) eingeführt, weil sie von den ersten Prinzipien handelt.